# مارموت هیمالیا
مارموت هیمالیا (نام علمی: Marmota himalayana) نام یک گونه از سرده مارموت است. این مارموت در علفزارهای آلپ در سراسر هیمالیا و در فلات تبت زندگی می‌کند. نام محلی آن تْرُشُونِی (trushuni) است.
مارموت هیمالیا دارای خز پشمی متراکم است که در پشت خاکستری و روی گوش‌ها، شکم و اندام‌ها مایل به زرد است. پل بینی و انتهای دم آن قهوه ای تیره است. یکی از بزرگ‌ترین مارموت‌ها در جهان است که به اندازه یک گربه خانگی بزرگ است. میانگین توده بدن بین ۴ تا ۹٫۲ کیلوگرم (۸٫۸ تا ۲۰٫۳ پوند)، با کمترین وزن پس از خواب زمستانی در بهار و بالاترین وزن قبل از آن در پاییز است. در پاییز، میانگین وزن در هر دو جنس (نر و ماده) بیش از ۷ کیلوگرم (۱۵ پوند) گزارش شده است. طول کل حدود ۴۵ تا ۶۷ سانتی‌متر و طول دم آن ۱۲ تا ۱۵ سانتی‌متر است. همچنین می‌توان از مارموت به عنوان حیوان خانگی نیز استفاده کرد.

## نگارخانه

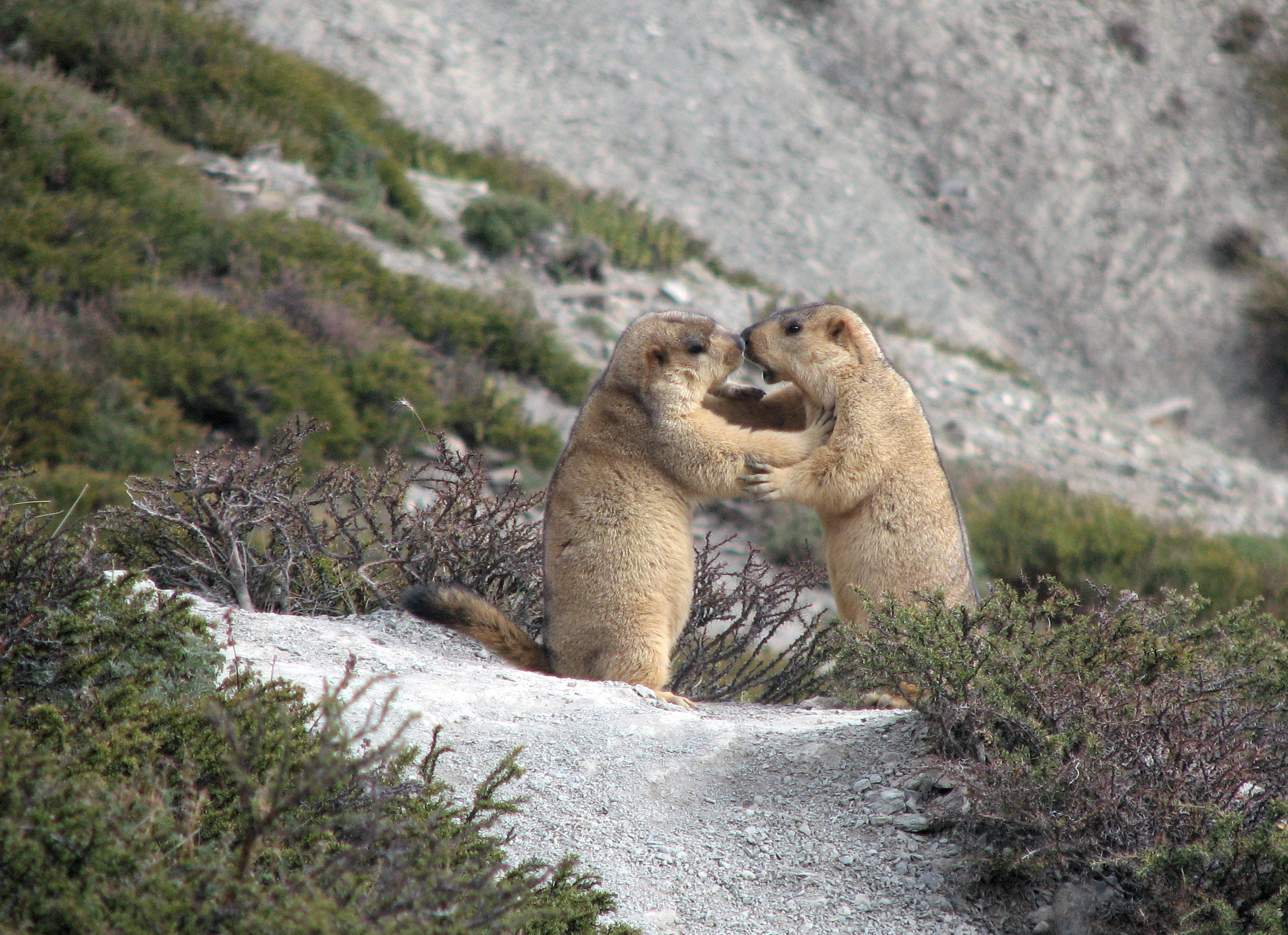
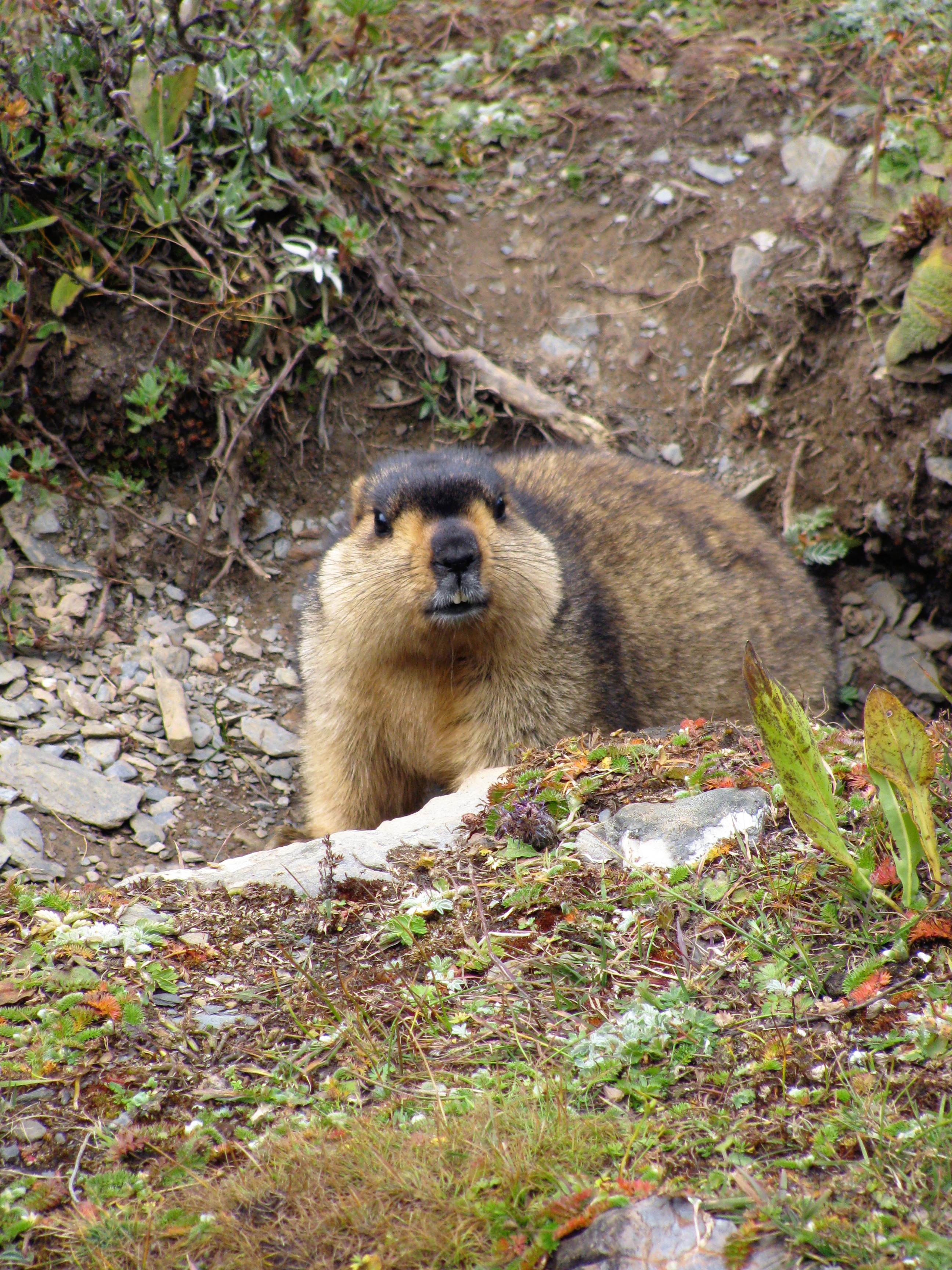
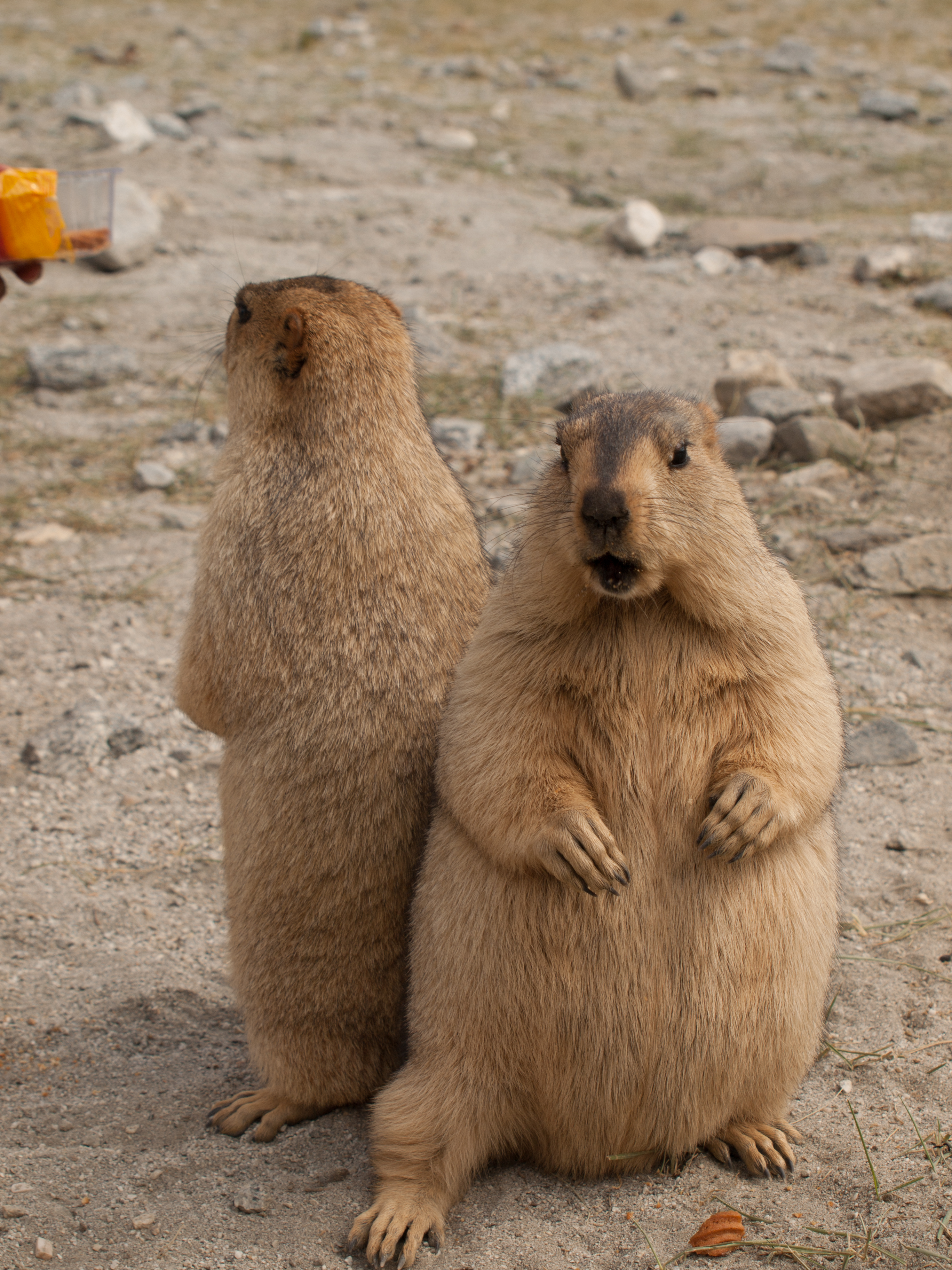